# Pittwater (Tasmanie)
Pittwater (ou Pitt Water), est une région proche de Sorell, en Tasmanie. Elle fait partie du district territorial de Pembroke (en).